# Ocean Isle Beach
Ocean Isle Beach est une ville américaine située dans le comté de Brunswick dans l'État de Caroline du Nord. En 2010, sa population était de 550 habitants.

## Démographie
| 1960 | 1970 | 1980 | 1990 | 2000 | 2010 |
| ---- | ---- | ---- | ---- | ---- | ---- |
| 5    | 78   | 143  | 523  | 426  | 550  |

## Source de la traduction
- (en) Cet article est partiellement ou en totalité issu de l’article de Wikipédia en anglais intitulé « Ocean Isle Beach, North Carolina » (voir la liste des auteurs).